# フツパー
フツパー（フツパ, 英語: chutzpah, ヘブライ語: חוצפה、イディッシュ語: חוצפה）とは、もともとは大胆さや厚かましさを意味するヘブライ語の言葉で、善い意味でも悪い意味でも使われている。イディッシュ語（フツペ, khutspe, חוצפה）経由でアメリカ英語にも流入したが、本来はヘブライ語である。

## 概要
ヘブライ語では否定的な意味で使われる言葉だった。アメリカのユダヤ人社会から、アメリカでの小説、映画、テレビなどで「普通はできないことを敢然と行う勇気に感嘆する」という肯定的な意味に使われるようになり、アメリカでの表現として定着した。
レオ・ロステンは、著書『イディッシュの喜び（The Joys of Yiddish）』の中で、フツパーの意味を「鉄面皮、毛の生えた心臓、生意気さ、すさまじいガッツ、他のどんな単語でも、いかなる言語でも表現できないような尊大きわまる僭越ぶり」と定義している。たとえば、両親を殺しておきながら、法廷で「哀れな孤児にお恵みを！」と求める少年はフツパーの体現者である。
ユダヤ人弁護士アラン・ダーショヴィッツは『フツパー』という題のエッセイ集を出してベストセラーとなった。『ホロコースト産業』の著者ノーマン・フィンケルスタインは、この著書でダーショヴィッツがイスラエルについて述べた見解に答えて『フツパーを超えて』という本を出した。